# Surahammars IF
Surahammars IF ist ein schwedischer Sportverein aus Surahammar. Die Eishockeyabteilung des Vereins spielte mehrere Jahre in der höchsten schwedischen Spielklasse. Die heute nicht mehr existierende Fußballmannschaft des Klubs spielte zeitweilig zweitklassig und nahm 1946 an der Aufstiegsrunde zur Allsvenskan teil.

## Geschichte
Surahammars IF bildete sich am 4. Juni 1914, als die bereits seit 1911 lose existierende Vereinigung von Sportlern sich eine Satzung gab. Insbesondere Leichtathletik, Fußball und Skifahren standen anfangs im Vordergrund des Klubgeschehens, ehe später auch Radfahren und Schwimmen zum Programm gehörten. Seit 1993 ist der Verein ein reiner Eishockeyclub.

### Eishockey
Die Eishockeymannschaft entwickelte sich aus der Bandymannschaft des Klubs. Als diese 1937 in die Drittklassigkeit abstieg, entschloss man sich zum Aufnehmen von Eishockey und wurde im November des Jahres vom Svenska Ishockeyförbundet registriert. Nachdem die Mannschaft zunächst unterklassig gespielt hatte, stieg sie 1948 erstmals in die erste Liga auf. Hier blieb sie chancenlos und stieg direkt wieder ab. 1952 gelang der Wiederaufstieg, dieses Mal hielt sie sich zwei Spielzeiten in der höchsten Spielklasse. Bis zum Ende des Jahrzehnts wankte sie zwischen erster und zweiter Spielklasse, ehe es nach dem erneuten Abstieg bis zum abermaligen Wiederaufstieg bis 1969 dauerte. Nach dem direkten Wiederabstieg gelang erneut der Aufstieg, seit 1972 spielt die Mannschaft unterklassig. Heute spielt die Mannschaft in der drittklassigen Hockeyettan.

### Fußball
Die Fußballmannschaft von Surahammars IF spielte 1926 erstmals zweitklassig. In den folgenden Jahren etablierte sie sich in ihrer Zweitligastaffel und platzierte sich mehrfach im vorderen Tabellenbereich. In der Spielzeit 1939/40 erreichte sie als Staffelzweiter hinter IFK Norrköping das bis dato beste Ergebnis der Vereinsgeschichte, hatte jedoch drei Punkte Rückstand auf den Staffelsieger. Zwei Jahre später wiederholte die Mannschaft das Ergebnis, dieses Mal wies IF Elfsborg fünf Punkte Vorsprung auf. Dem Erfolg folgte der Absturz und nach 17 Jahren Ligazugehörigkeit stieg der Klub in der Folgesaison gemeinsam mit Avesta AIK in die dritte Liga ab.
Der Absteiger gewann seine Drittligastaffel und setzte sich anschließend in der Aufstiegsrunde gegen IF Vesta und IK City durch. In der zweiten Liga verpasste die Mannschaft nur knapp den Durchmarsch in die Allsvenskan, als Vizemeister hinter Djurgårdens IF fehlten vier Punkte zum Staffelsieg. Dieser wurde in der Spielzeit 1945/46 errungen, in den Aufstiegsspielen war gegen Örebro SK nach einem 3:0-Heimsieg und einer 0:2-Auswärtsniederlage ein Entscheidungsspiel notwendig, das jedoch der Konkurrent für sich entschied. Als Tabellendritter hinter Ludvika FFI und Sandvikens AIK überstand der Klub in der anschließenden Spielzeit eine Ligareform und erreichte 1950 hinter Örebro SK erneut den zweiten Rang. Wiederum folgte ein jäher Absturz, mit neun Punkten belegte der Verein in der Folgesaison den letzten Tabellenplatz und wurde zwei Jahre später in die Viertklassigkeit durchgereicht.
Dem Absturz von Surahammars IF folgte ein rasanter Aufstieg – nach dem direkten Wiederaufstieg gelang als Staffelsieger auf Anhieb die Rückkehr in die zweite Liga. Dort spielte die Mannschaft gegen den Wiederabstieg, den sie zweimal knapp verhinderte. Nach 96 Gegentoren in der Spielzeit 1957/58 stieg der Klub erneut aus der zweithöchsten Spielklasse ab und verpasste abermals auf dem dritten Spielniveau den Klassenerhalt. Gelang für die Spielzeit 1964 nochmal kurzzeitig die Rückkehr in die dritte Liga, verschwand der Klub kurze Zeit später aus dem höherklassigen Fußball.